# Gungrave
Gungrave (jap. ガングレイヴ) ist eine japanische Anime-Serie und Adaption des gleichnamigen Videospiels für die Playstation 2. Animiert wurde die Serie von Madhouse.

## Handlung
Der erste Teil der Serie handelt von der Freundschaft zwischen den Klein-Ganoven Brandon Heat und Harry MacDowell und ihrem Weg in die Verbrecher-Organisation Millenion. Diese Organisation wurde von Big Daddy gegründet und hebt besonders die Loyalität der Mitglieder untereinander hervor. Brandons und Harrys Freundschaft werden jedoch durch Harrys Machtgier auf eine harte Probe gestellt. Daneben wird die Beziehung zwischen Brandon und seiner großen Liebe, Maria, beleuchtet. Es wird verraten, warum Brandon und Maria nicht zusammenkommen konnten. Brandon fühlte sich wegen seiner Tätigkeit als Killer (im Anime Sweeper genannt) ihrer Liebe als nicht würdig. Nachdem Marias Adoptivvater, Jester, ein ehemaliges Mitglied Millenions, erschossen wurde, zog sie zu Big Daddy und kam ihm, nachdem Brandon sie zurückgewiesen hatte, näher, heiratete ihn schließlich und hatte mit ihm zusammen eine Tochter, Mika.
In der ersten Hälfte der Serie werden die Umstände von Brandons Tod und seiner Wiederauferstehung mittels der Nekrolyse enthüllt. Die Nekrolyse war ein von Dr. Tokioka entwickeltes Verfahren, um Tote in Zombieähnliche, kaum zu stoppende Kampfmaschinen (Orkmänner genannt) zu verwandeln. Diese Technik wurde zuerst von einer rivalisierenden Organisation, den Lightnings, im Kampf gegen Millenion verwendet. Blood War und Cannon Vulcan, die Anführer der Lightnings, werden jedoch im Laufe der Serie getötet und Harry brachte die Forschung an dem Prozess der Nekrolyse unter seiner Kontrolle.
Die zweite Hälfte der Serie beginnt 13 Jahre nach dem Tod von Brandon, als Dr. Tokioka ihn mithilfe der Nekrolyse wiedererweckt, damit er Marias Tochter Mika beschützen kann und Rache an Millenion nehmen kann. Mika verliebt sich im Laufe der Zeit in Brandon und bittet ihn, seine Vergangenheit zurückzulassen, damit die beiden in Frieden zusammenleben können. Brandon lehnt jedoch ab und macht sich auf dem Weg zum letzten Kampf gegen seinen ehemaligen Freund Harry. Unterdessen haben Harrys Gegner bei Millenion eine Revolte gegen Harry gestartet, nachdem Brandon die vier stärksten Kämpfer, die Big Four, ausgeschaltet hat und nachdem ihnen die spezielle Munition, die Dr. Tokioka entwickelt hat um Orkmänner schnell unschädlich zu machen, in die Hände gefallen ist.
Brandon und Harry treffen schließlich in der alten Bar zusammen, in der ihre erste Gang sich immer traf. Brandon hat immer noch starke freundschaftliche Gefühle für Harry und verrät ihm, warum er ihn nicht umgebracht hat als er die Chance dazu hatte: Weil er an seinen Freund glaubte. Am Ende begehen Harry und Brandon gemeinsam als Freunde Selbstmord, indem sie sich gegenseitig erschießen, um nicht ihren Feinden in die Hände zu fallen. Die Serie endet schließlich mit einem Rückblick in Brandons und Harrys Kindheit, als sich beide kennenlernten und Freunde wurden.

## Charaktere
- Brandon „Beyond the Grave“ Heat war ein Klein-Ganove, der zusammen mit Harry und drei anderen Mitgliedern in einer Straßengang war. Nachdem die anderen Mitglieder getötet wurden, schlossen sich Brandon und Harry Millenion an. Brandon wurde von Bear Walken zum Killer ausgebildet und wurde im Laufe der Jahre zum besten Sweeper der Organisation. Als Harry schließlich die Macht über Millenion an sich reißt und Brandon ihn des Verrats beschuldigt, ist er nicht in der Lage, seinen Freund zu töten und wird stattdessen von ihm getötet. 13 Jahre später wird er mithilfe der Nekrolyse wiedererweckt um Marias Tochter Mika zu beschützen und um Rache an Millenion zu nehmen.

- Harry „Bloody Harry“ MacDowell war der Anführer der Straßengang in der auch Brandon Mitglied war und sein bester Freund. Nachdem er und Brandon fünf Jahre Mitglied bei Millenion waren, wurden sie in die Familie, das heißt in den inneren Zirkel der Organisation, aufgenommen. Harry machte jedoch Geschäfte hinter dem Rücken von Millenion, zog im Hintergrund die Fäden um sich selbst an die Spitze von Millenion zu bringen und schreckte auch vor Morden an Syndikatsmitgliedern nicht zurück. Als Brandon ihn mit dem Vorwurf des Verrats konfrontiert, tötet Harry seinen ehemals besten Freund und wird zum unumschränkten Herrscher von Millenion. Die Schuld seinen besten Freund getötet zu haben, treibt ihn im Laufe der Serie fast in den Wahnsinn. Er ist verheiratet mit Sherry Walken, der Tochter von Bear Walken.

- Maria Asagi war die Freundin von Brandon in jungen Jahren. Sie lebte zusammen mit ihren Adoptivvater Jester zusammen. Nachdem Jester getötet wurde, zog sie zu Big Daddy und kam ihm, nach Brandons Zurückweisung näher, heiratete ihn schließlich und hatte mit ihm zusammen eine Tochter, Mika. Maria wurde später im Laufe der Serie im Auftrag von Harry getötet.

- Dr. Tokioka ist der Wissenschaftler, der den Prozess der Nekrolyse entdeckte und verantwortlich für die spätere Wiedererweckung von Brandon. Er stirbt später an den Folgen einer Verletzung im Kampf mit Balladbird Lee.

- Big Daddy ist der Gründer und Anführer der Organisation Millenion. Die Organisation wurde ursprünglich von ihm gegründet um die zu schützen, die er liebt. Er und Brandon werden im Laufe der Zeit zu Freunden und sind häufig beim Fischen zusammen. Als er Harry später mit Brandons Tod konfrontiert, erschießt dieser ihn in einen Anfall von blinder Wut.

- Balladbird Lee ist ein Mitglied der Big Four und der beste Freund von Bob Poundmax. Obwohl er Mitglied bei Millenion war, arbeitete er im Geheimen für die Lightnings, in der sein Bruder Cannon Vulcan einer der Anführer war. Harry durchschaute das Doppelspiel, vergab jedoch Lee, wodurch dieser zu einem der loyalsten Freunde von Harry wurde. Im Laufe der Serie verändert sich seine Persönlichkeit dramatisch: Ist er anfangs ein freundlicher Mensch, entwickelt er sich später zum eiskalten Psychopathen und brutalsten Mitglied von Millenion. Als sein Freund Bob Poundmax Gefahr läuft sein Leben durch seine Fettleibigkeit zu verlieren, lässt Balladbird Lee die Prozedur zur Verwandlung in einen Superior (Welche eine Weiterentwicklung der Nekrolyse ist) an sich testen und wird somit zum ersten Superior. Er ist das zweite Mitglied der Big Four, das sich Brandon in den Weg stellt und kann von diesen nur dank spezieller Munition getötet werden.

- Bob Poundmax ist ein Mitglied der Big Four und der beste Freund von Balladbird Lee. Bob ist immer beim Essen zu sehen und so nimmt er im Laufe der Serie erheblich an Körperumfang zu. Als er Gefahr läuft sein Leben durch seine Fettleibigkeit zu verlieren, wird er der zweite Superior, nachdem die Prozedur erfolgreich an Balladbird Lee getestet wurde. Er war der zweite Superior und der erste der Big Four, der Brandon angriff und wurde von diesem getötet.

- Bear Walken ist ein Killer der Organisation und einer der ältesten Freunde von Big Daddy. Wie Brandon und Big Daddy will auch Bear Walken seine Nächsten und Freunde beschützen, ganz besonders seine Tochter Sherry. Aufgrund dessen bleibt er in der Organisation, als Harry die Macht an sich reißt. Er ist das dritte Mitglied der Big Four, gegen den Brandon kämpft.

- Bunji Kugashira ist ein Killer der ursprünglich von einer rivalisierenden Organisation angeheuert wurde, um Harry MacDowell zu töten. Nachdem ihm Harry jedoch davon überzeugen konnte, dass seine Auftraggeber ein doppeltes Spiel mit ihm treiben, schließt er sich Millenion an und wird Mitglied in Brandons Sweeper-Einheit. Nach Brandons Tod übernimmt er die Führung über die Einheit und tötet oder verjagt jedes Mitglied um alleine arbeiten zu können. Anders als die anderen Mitglieder der Big Four wurde er erst im Laufe der Serie zu einem Superior und ist der letzte der Brandon angreift. Nach einem harten Kampf verliert Bunji jedoch aufgrund der speziellen Munition von Brandon den Kampf.

## Synchronisation
| Rolle           | Japanischer Sprecher (Seiyū)            | Deutscher Sprecher                           |
| --------------- | --------------------------------------- | -------------------------------------------- |
| Brandon Heat    | Tomokazu Seki                           | Gregor Höppner                               |
| Harry MacDowell | Kenji Hamada (Jung) Tsutomo Isobe (Alt) | Markus Pfeiffer (Jung) Bernd Kuschmann (Alt) |
| Maria Asagi     | Kikuko Inoue                            | Susanne Dobrusskin                           |
| Dr. Tokioka     | Motomu Kiyokawa                         | Hans Bayer                                   |
| Big Daddy       | Iemasa Kayumi                           | Matthias Haase                               |
| Balladbird Lee  | Takehito Koyasu                         | Stefan Schleberger                           |
| Bob Poundmax    | Hirotaka Shimasawa                      | Daniel Werner                                |
| Bear Walken     | Ryūzaburō Ōtomo                         | Jürg Löw                                     |
| Bunji Kugashira | Fumihiko Tachiki                        | Rolf Berg                                    |

## Veröffentlichungen
Erstmals in Japan wurde die Serie auf dem Fernsehsender TV Tokyo vom 6. Oktober 2003 bis zum 29. März 2004 ausgestrahlt. In den USA wurde die Serie auf dem Fernsehsender G4 zum ersten Mal im Oktober 2004 ausgestrahlt. In Deutschland wurden die ersten vier Episoden von Gungrave auf dem Fernsehsender Vox am 19. September 2005 ausgestrahlt.
Auf DVD wurde Gungrave in Deutschland auf acht Volumes bei Panini Videos veröffentlicht.

## Computerspiele
Zu der Serie gibt es zwei Videospiele für die Playstation 2: Gungrave, welches am 17. Juli 2002 in Japan veröffentlicht wurde und auf dem die Serie basiert, sowie die Fortsetzung GunGrave OverDose, welches am 4. März 2004 in Japan veröffentlicht wurde. Beide Spiele sind Third-Person-Shooter. Zwischen dem Spiel und dem Anime gibt es große Unterschiede, so ist die Welt in dem Anime weit weniger fortgeschritten als in dem Spiel und es gibt keine außerirdischen Technologien. Auch einige Storyelemente wurde im Anime verändert: So sterben zum Beispiel Harry und Brandon im Anime gemeinsam, während Brandon im Spiel Harry tötet.